# Paul Kelly (soulzanger)
Paul Kelly (Miami, 19 juni 1940 - Ruby, 4 oktober 2012) was een Amerikaanse soul- en r&b-zanger.

## Carrière
Kelly was sinds eind jaren 1950 actief als zanger. Zijn eerste single als leadzanger was een song van de band Clarence Reed & the Delmiros. Toen de feitelijke zanger een keelontsteking kreeg, verving Kelly hem tijdens de opnamen van Sooner or Later. Weinig later bracht hij met The Upset zijn eerste single onder zijn naam uit. In 1965 werd hij gecontracteerd door Philips Records. Zijn omstreden, maar commercieel succesvolle song Stealing in the Name of the Lord (#14) werd in 1970 een kleinere hit in de Amerikaanse Billboard Hot 100-r&b-hitlijst.
In 1972 wisselde hij naar Warner Bros., waar in 1975 de single Get Sexy werd uitgebracht. De single werd in Nederland een top 40-hit (#14, 6 weken). Begin jaren 1980 werd zijn song Personally door verschillende artiesten gecoverd, waaronder Karla Bonoff (#19, US-hitlijst) en Ronnie McDowell, die de single in de countrymuziek top 10 bracht. Mavis Staples van The Staple Singers vertolkte enkele van Kelly's songs op een soloalbum. Gelijktijdig stichtte Kelly zijn eigen muzieklabel Laurence Records, dat hij tot 1991 leidde onder het pseudoniem Laurence Dunbar. Na hartproblemen en een hartinfarct midden jaren 1990 trok hij zich een tijdlang terug uit de muziekbusiness. Aan het begin van het nieuwe millennium was hij weer actief in de studio. Sinds 1997 is hij niet meer live opgetreden.

## Discografie

### Studioalbums
- 1970: Stealing in the Name of the Lord
- 1972: Dirt
- 1973: Don't burn Me
- 1974: Hooked, Hogtied & Collared
- 1977: Stand on the Positive Side
- 1993: Gonna Stick and Stay
- 2012: Hot runnin' Soul - The Singles 1965-71

### Compilaties
- 1990: Hangin' on in There
- 1996: The Best of Paul Kelly

- Bibliothèque nationale de France: cb14539905k (data)
- Gemeinsame Normdatei: 1263532837
- International Standard Name Identifier: 0000 0000 7842 8120
- Library of Congress Control Number: nb2007010323
- MusicBrainz: e2459c47-a682-405f-bd20-0105b9a7f50a
- ORCID: 0000-0001-8770-3830
- Système universitaire de documentation: 078076099
- Virtual International Authority File: 21669905
- WorldCat: E39PBJtRQfGJXtGYvdC98yrKBP